# Angaur

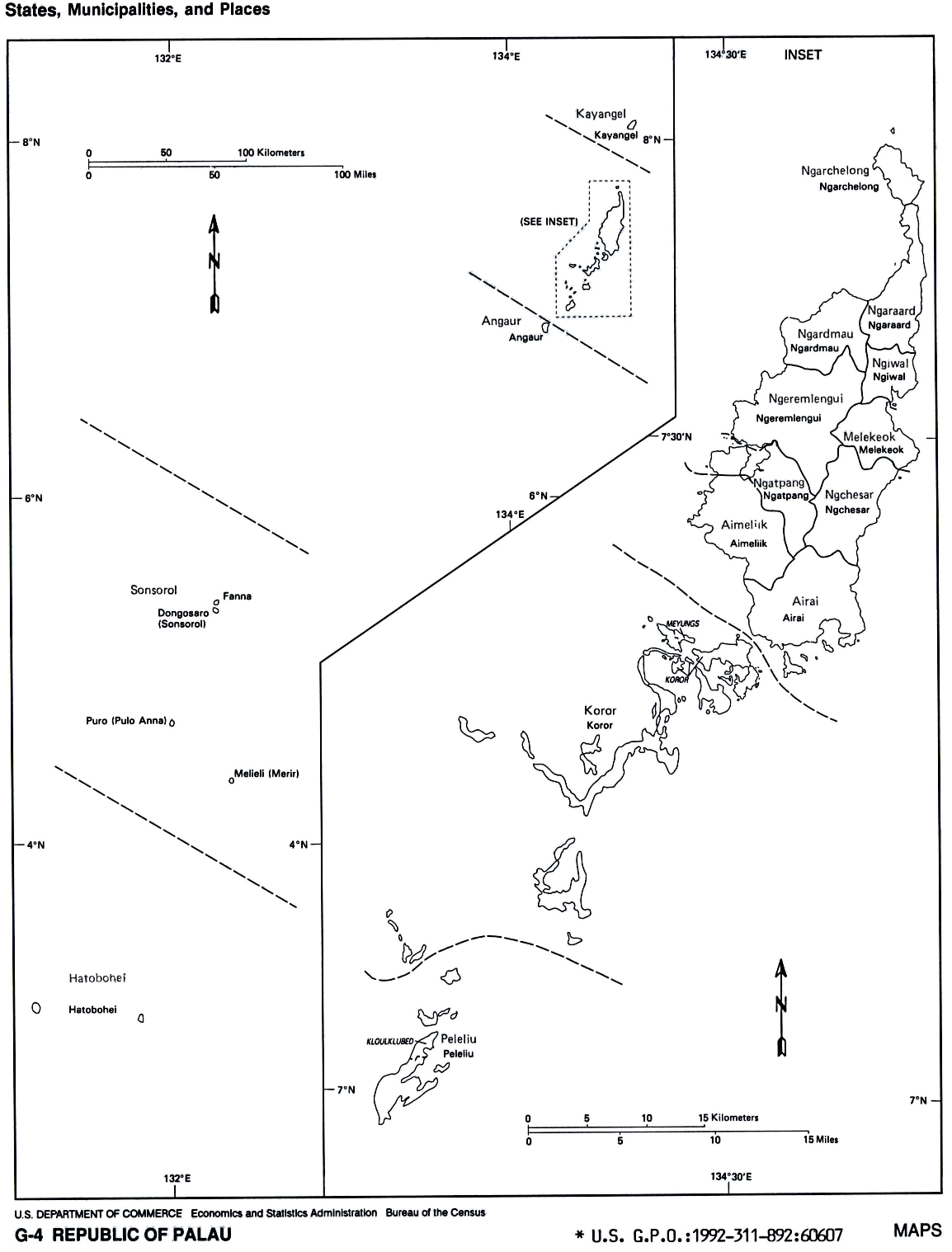
Estados de Palau.

Localização de Angaur em Palau.

Angaur (ou Ngeaur) é uma ilha da República de Palau, a sudoeste de Peleliu. A ilha, que forma um Estado com o próprio nome, tem uma área de 8 km². A sua população em 2002 era de 188. A capital é a aldeia de Ngaramasch, na costa ocidental da ilha. Existe uma outra aldeia, com a designação de Rois, situada a leste da capital. As línguas oficiais são angaur, japonês e inglês. Entretanto a língua japonesa não é usada nas placas nas ruas, tampouco é falada pelos habitantes. Acredita-se que o japonês foi determinado como língua oficial devido a forte influência do Japão sobre a ilha durante a Segunda Guerra Mundial.
Entre 1945 e 1978 a Guarda Costeira estadunidense possuía uma estação de transmissão LORAN (LOng RAnge Navigation, ou sistema de navegação de longo alcance), denominada Palau, como parte da rede de comunicações mundial do sistema. 
Durante a Segunda Guerra Mundial, a ilha foi palco de uma sangrenta batalha entre americanos e japoneses que terminou com a morte de mais de 1.500 militares.

## Atrações
Famosa pelas suas condições de surf. Em 2003, o Congresso Nacional do Palau legalizou o jogo de casino na ilha.
Entre outras atracções estão um cemitério de aviões e de barcos que foram destruídos na Segunda Guerra Mundial, um monumento memorial budista que honra os japoneses mortos em combate e um pequeno templo xinto japonês.

## Acesso
Angaur é acessível por barco ou avião.